# 久保田右作
久保田 右作（くぼた うさく、1858年（安政5年1月） - 1923年（大正12年）6月8日）は、日本の政治家、衆議院議員（2期）。

## 経歴
越後国魚沼郡小千谷町(のち新潟県北魚沼郡小千谷町、現・小千谷市)生まれ。漢学と英語を学ぶ。学務委員、小千谷町会議員、同助役、町村組合会議員、新潟県会議員となる。
1894年3月の第3回衆議院議員総選挙において新潟7区から立憲改進党所属で立候補して初当選する。同年9月の第4回衆議院議員総選挙で再選した。衆議院議員を2期務め、1898年3月の第5回衆議院議員総選挙は不出馬。1923年に死去した。